# Максименко, Иван Филиппович
Ива́н Фили́ппович Максиме́нко (17 ноября 1924, Полтавская область — 10 марта 1998) — командир отделения 398-й отдельной разведывательной роты старший сержант — на момент представления к награждению орденом Славы 1-й степени.

## Биография
Родился 17 ноября 1924 года в селе Варваровка Карловского района Полтавской области. Украинец. Окончил 9 классов.
В первые дни Великой Отечественной войны, дожидаясь своего срока призыва, стал работать в колхозе. Вынужден был остаться на оккупированной территории. В начале сентября 1942 года стал бойцом партизанского отряда им. М. И. Кутузова,, который действовал на территории Житомирской области. Участвовал в налетах на вражеские гарнизоны, нарушал линии связи, уничтожал предателей.
В начале 1944 года Красная Армия освободила территорию, на которой действовал партизанский отряд. Максименко, ставший к этому времени уже зрелым, закаленным воином, был зачислен в 398-ю отдельную разведывательную роту 337-й стрелковой дивизии. В составе этой роты прошел до победы.
6 марта 1944 года в районе юго-западнее города Тульчин рядовой Максименко в составе разведывательной группы форсировал реку Южный Буг и захватил в плен 2 фашистов. Группа была обнаружена противником. В завязавшемся бою Максименко гранатой уничтожил 4 солдат, чем способствовал выполнению боевой задачи разведывательной группой. 16 марта Максименко в числе первых переправился через реку Днестр и проник в расположение врага, где сразил 2 солдат противника.
Приказом от 10 апреля 1944 года рядовой Максименко Иван Филиппович награждён орденом Славы 3-й степени.
В начале декабря 1944 года в районе города Мишкольц сержант Максименко, уже командир отделения, в составе группы разведал систему вражеской обороны и доставил данные о противнике. Разведчики, скрытно заняв в тылу противника удобную высоту, несколько суток вели наблюдение и передавали по радио сведения о передвижении противника. Возвращаясь домой, разгромили штабную колонну и захватили документы и четырёх «языков», офицеров давших ценные сведения. 10 декабря Максименко пробрался в окоп неприятеля и лично захватил ещё одного «языка».
К концу 1944 года разведчик за отличное выполнение боевых заданий командования был удостоен ордена Красной Звезды и медали «За отвагу».
Приказом от 13 января 1945 года сержант Максименко Иван Филиппович награждён орденом Славы 2-й степени.
12-13 февраля 1945 года старший сержант Максименко со своей группой находился в засаде на шоссейной дороге Буда-Будакеш в районе населенного пункта Буда. В течение двух дней разведчики отражали атаки врага. В этих боях Максименко истребил свыше 10 пехотинцев. Группа взяла в плен 20 солдат и 3 офицеров, среди которых оказался майор, командир танкового полка. В одной из схваток Максименко был ранен, но продолжал командовать разведгруппой.
Указом Президиума Верховного Совета СССР от 29 июня 1945 года за мужество, отвагу и героизм, , старший сержант Максименко Иван Филиппович награждён орденом Славы 1-й степени. Стал полным кавалером ордена Славы.
В 1947 году старшина Максименко демобилизован. Вернулся в родное село. Несколько лет был бригадиром в колхозе и одновременно учился в вечернем машиностроительном техникуме в городе Харькове. Член КПСС с 1958 год. В 1960 году успешно окончил учёбу. Жил в городе Карловка Полтавской области. Работал начальником технического контроля Карловского машиностроительного завода. Скончался 10 марта 1998 года.
Награждён орденами Отечественной войны 1-й степени, Красной Звезды, Славы 3-х степеней, медалями, в том числе «За отвагу».